# Hákarl
Hákarl eller kæstur hákarl (fermenterad haj på isländska) är en isländsk maträtt. Håkäring eller brugd konserveras med en speciell fermenteringsprocess där hajen hängs och får torka i fyra till fem månader. Hákarl har en väldigt speciell ammoniaklukt och fisksmak och kan liknas vid väldigt starka ostar. Många islänningar har aldrig provätit hákarl på grund av dess krävande smak.
Hákarl äts som en del i buffén Þorramatur, ett urval isländska rätter som serveras på Þorrablót på midvintern. Hákarl är dock tillgängligt i isländska affärer hela året runt.

## Egenskaper
När hajen är färsk är den giftig, eftersom den innehåller stora mängder urinsyra och trimetylaminoxid men kan ätas efter fermentering och tillagning. Lukten kan liknas vid rengöringsprodukter. Den serveras ofta i tärningar med tandpetare. Den som inte ätit hákarl tidigare får ibland rådet att hålla för näsan. Lukten är nämligen mycket starkare än smaken. Hákarl äts ofta med brennivín, en isländsk akvavit.
Det finns två variationer:
- tuggig och rödaktig glerhákarl, glansig haj från magen
- vit och mjuk skyrhákarl (skyrhaj) från kroppen

## Tillagning
Hákarl tillagas genom att man rensar och avlägsnar huvudet på en håkäring eller brugd som placeras i ett grunt hål i grusig jord. Hajen täcks därpå med sand och grus och stenar placeras ovanpå för att lägga den i press. På detta sätt pressas vätskan ut ur fisken och hajen fermenteras i sex till tolv veckor beroende på säsongen.
Därefter skärs köttet i remsor som hängs för att torka i ett antal månader. Under den perioden bildas ett brunaktigt skal som tas bort innan köttet skärs i små bitar och serveras.

## Reaktioner
Den franskamerikanske kökschefen Anthony Bourdain beskriver hákarl som den värsta, mest avskyvärda smak han upplevt.
Det skotske TV-kocken Gordon Ramsay utmanade programledaren James May att smaka tre “delikatesser”, nämligen ormwhiskey från Laos, tjurpenis och hákarl, i det brittiska matlagningsprogrammet The F Word. Efter att ha smakat hákarl, spottade Ramsay ut smakbiten, medan May fortsatte äta. Mays kommentar blev: Du gör mig besviken, Ramsay.
I säsong 2 av Travel Channels Bizarre Foods with Andrew Zimmern beskrev matkrönikören och talkshowvärden Andrew Zimmern lukten av hákarl. Den påminde honom om några av de värsta saker han känt lukten av i hela sitt liv. men tillstod att den smakade bättre än vad den luktade. Zimmern beskrev smaken som "söt, nötaktig och med endast svag fisksmak. Summeringen blev ”inget för nybörjare”.
Den skotske arkeologen och teve-presentatören Neil Oliver provsmakade rätten i BBC:s dokumentärserie Vikings, som ett prov på vikinga-diet. Han menade att smaken påminde om blåmögelost, men var hundra gånger starkare.

## Hákarl på YouTube
- Hakarl aka Rotten Shark Meat - Why Would You Eat That? Uppladdad den 14 juli 2012

### Engelska originalcitat
1. ↑  [T] he single worst, most disgusting and terrible tasting thing.
2. ↑  [Y] ou disappoint me, Ramsay.
3. ↑  [S] ome of the most horrific things I've ever breathed in my life.
4. ↑  [S] weet, nutty and only faintly fishy.
5. ↑  [B] lue cheese but a hundred times stronger .